# State of Confusion
Albums de The Kinks
Give the People What They Want
(1982) Word of Mouth
(1984)
Singles
1. Come Dancing
Sortie : 19 novembre 1982
2. Don't Forget to Dance (en)
Sortie : 1 août 1983
3. State of Confusion (en)
Sortie : décembre 1983

State of Confusion est un album du groupe de rock anglais The Kinks. Il est sorti en 1983 sur le label Arista Records.

## Titres
Toutes les chansons sont écrites et composées par Ray Davies.
| 1. | State of Confusion (en) | 3:41 |
| 2. | Definite Maybe          | 4:27 |
| 3. | Labour of Love          | 3:54 |
| 4. | Come Dancing            | 3:54 |
| 5. | Property                | 4:19 |

| 6.  | Don't Forget to Dance (en)     | 4:34 |
| 7.  | Young Conservatives            | 3:58 |
| 8.  | Heart of Gold                  | 4:02 |
| 9.  | Clichés of the World (B Movie) | 4:51 |
| 10. | Bernadette                     | 3:41 |

La réédition CD de l'album comprend quatre titres supplémentaires.
| 11. | Don't Forget to Dance (version longue)                                                       | 5:09 |
| 12. | Once a Thief                                                                                 | 4:06 |
| 13. | Long Distance (paru sur la version cassette de l'album original)                             | 5:23 |
| 14. | Noise (paru sur la version cassette de l'album original et en face B du single Come Dancing) | 4:38 |

## Musiciens
- Ray Davies : chant, guitare, piano, synthétiseur
- Dave Davies : guitare, harmonica, claviers, chant
- Mick Avory : batterie
- Ian Gibbons : claviers
- Jim Rodford : basse, guitare, chant